# Gran Tapís del World Trade Center
El Gran Tapís del World Trade Center fou un tapís dissenyat el 1974 per Joan Miró i Ferrà i Josep Royo pel World Trade Center de la ciutat de Nova York i que desaparegué durant els atemptats de l'11 de setembre de 2001. L'obra estava penjada a la recepció de la Torre 2.

## Història
L'Autoritat Portuària de Nova York i Nova Jersey de Nova York va encarregar a Joan Miró un gran tapís que decorés l'entrada de l'edifici més alt de la ciutat. Miró va demanar la col·laboració de Josep Royo, un mestre tapisser amb taller a Tarragona, amb qui ja havia fet el Tapís de Tarragona el 1970, conservat actualment al Museu d'Art Modern de Tarragona.

### Preparatius
Per preparar un tapís d'aquestes mides calia preparar un teler d'alt lliç de sis-cents fils ad hoc, construït per Royo amb l'ajuda d'Albert Magaroles i Josep Gual, ambdós professors de l'Escola del Treball. Es van encarregar dues bigues de ferro per a suportar tant la tensió del filat de l'ordit com els dos cilindres. Una biga estava ancorada a una de les parets de l'edifici, construïda sobre roca viva, i arran de les grans dimensions del teler, la resta d'elements es disposaren horitzontalment, malgrat tractar-se d'un teler d'alt lliç.
La construcció de les troques de llana van anar a càrrec de l'empresa de filatures sabadellenca Filestam, dirigida per Ricard Llonch. El material provenia de Nova Zelanda; i els fils eren gruixuts com dits.

### Construcció
Miró va realitzar un esbós pintant un oli sobre tela de 57,2 per 105,2 centímetres, actualment conservat a la Fundació Joan Miró de Barcelona. Per a teixir el tapís va ser necessària la feina de cinc noies més Josep Royo, treballant entre cinc i set hores diàries durant 10 mesos. Royo visitava sovint el Mas Miró per informar a l'artista l'evolució del tapís. Miró també anava sovint a Tarragona, llavors s'allotjava a l'Hotel Lauria, a la Rambla Nova i posteriorment anava amb Royo a dinar al restaurant Sol-ric o a sopar pel barri del Serrallo. Degut a les tensions acumulades pel pes de l'obra, durant el procés de construcció el tapís va perillar quan es va començar a doblegar pel centre. El tècnic Magaroles va solucionar el problema afegint barres d'acer a les bigues de ferro ja existents. Durant una visita a La Farinera, el llavors directors de la Fàbrica de tapissos de Gobelin de París, una de les més respectades del món, va dir que només la maquinària —coneguda com la màquina infernal— utilitzada per la construcció d'aquest tapís ja era tota una aportació a la història del tapís.
Durant el procés de creació del tapís, la Fundació Maeght va enviar diversos autocars des de Sant Pau de Vença amb gent interessada a veure el procés de construcció de l'obra.
Pere Portabella va enregistrar un petit documental anomenat Miró, Tapís, on s'enregistra la part final de la creació de l'obra, i el seu trasllat des de la Fàbrica de la Farinera a Tarragona. Francesc Català-Roca també documenta part del procés amb fotografies seves.
| «            | Miró m'avisava quan estava al Mas de Mont-roig. Hi anava, primer amb una moto, després ja vaig tenir un Mini 1000. Passejàvem pels voltants. Li deia a la seva dona, la senyora Pilar, que em donés una copa de mistela. No parlàvem mai d'art, l'art el fèiem tots dos a l'estudi. | » |
| — Josep Royo | |   |

El tapís presentava tres figures que ocupaven bona part de l'espai, i del contacte entre elles en sorgien camps on es desplegava el cromatisme propi de Joan Miró, elaborat sobretot a partir del color vermell, verd i groc. Les figures presenten estilemes típics de l'artista, i a la cantonada superior esquerra s'hi identificava l'estrella característica pròpia de l'obra mironiana. Les figures són també el fruit del treball de combinació de diferents gruixos i textures de la llana, fet que ajuda que l'obra transcendeixi les dues dimensions habituals dels tapissos. També cal destacar, sobretot a la part superior de l'obra, la presència de taques de llana blanca i negra que acompanyen les figures, traducció directa de les taques de pintura blanca que Miró feu a la maqueta de la peça.

### Trasllat i París
L'obra finalitzada tenia un pes de 4 tones. Per tal de poder treure el Gran Tapís de la Fàbrica, va ser necessària la demolició d'una paret lateral de l'edifici, una enorme grua i la col·laboració de professionals del Port de Tarragona, tal com es pot veure a la cinta de Portabella.
El trasllat era tan impressionant que van aparèixer dues fotos a la revista Time - The Weeksly Magazine el 26 de novembre de 1973.
Abans d'anar a Nova York, el Gran Tapís del World Trade Center es va poder veure durant dos mesos al Grand Palais de París, amb motiu d'una doble exposició retrospectiva sobre l'obra de Joan Miró (Grand Palais i Musée d'Art Moderne), qui havia fet 80 anys el 1973. L'obra va tenir problemes per passar la frontera francesa, i fou necessària la intervenció de Francesc Farreres, llavors director de la Fundació Maeght de Barcelona, qui va trucar a un alt càrrec del govern de Madrid per tal que es concedís el permís a la frontera.
Des de París l'obra va viatjar directament a Nova York. Royo va viatjar amb l'obra per encarregar-se de verificar tots els aspectes de la instal·lació final.
Arran del tapís del WTC, Miró va rebre l'encàrrec per a realitzar el Tapís de la National Gallery de Washington, que executaria també amb Royo el 1977 a la mateixa fàbrica de la Farinera de Tarragona. Encara en farien uns quants més, entre els quals destaquen el de la Fundació Miró de Barcelona (1979), el de la Fundació La Caixa (1980), i el de la Fondation Maeght de Sant Pau de Vença, França (1980).

### Destrucció
El tapís va quedar completament destruït amb motiu dels Atemptats de l'11 de setembre de 2001, on també van desaparèixer obres d'artistes com Alexander Calder, Louise Nevelson, Pablo Picasso, Roy Lichtenstein, Paul Klee, Auguste Rodin i Le Corbusier.
| «            | Estava mirant la televisió en aquell 11-S del 2001, veient tota aquella destrucció, com s'enfonsaven les Torres Bessones de Nova York, quan me'n vaig adonar que allí hi havia el tapís que havíem fet pel World Trade Center de Nova York el 1974. | » |
| — Josep Royo | |   |

Després del desastre, el llavors president del govern espanyol Jose María Aznar va pensar que potser seria bona idea tornar a teixir un tapís similar per regalar al també llavors president George Bush. Josep Piqué, llavors Ministre d'Afers Exteriors, va sondejar Royo, qui va respondre: «per un costat em feia il·lusió i per l'altre no sabia si m'estava posant en algun assumpte complicat. Finalment no es va acabar de fer».
Royo va afirmar que no tornaria a construir l'obra «perquè ja no seria la mateixa»